# Борисов, Леонид Александрович
Леонид Александрович Борисов — советский государственный и политический деятель.

## Биография
Родился в 1923 году в Синцове Тверской губернии. Член ВКП(б) с 1941 года.
С 1941 года — на общественной и политической работе. В 1941—1999 гг. — работник завода им. М. В. Хруничева, комсомольский функционер в Киевском районе города Москвы, первый секретарь Киевского районного комитета ВЛКСМ, второй, первый секретарь Киевского районного комитета КПСС, секретарь Московского городского комитета КПСС, в Совете старейшин при мэре Москвы.
Избирался депутатом Верховного Совета РСФСР 7-го, 8-го, 9-го, 10-го, 11-го созывов.
Умер в 2005 году в Москве. Похоронен на Троекуровском кладбище.